# Heunginjimun
Das Heunginjimun (koreanisch: 흥인지문: „Tor der aufsteigenden Güte“) ist eines von ursprünglich vier großen Stadttoren der südkoreanischen Hauptstadt Seoul, daneben gibt es auch noch Vier kleine Tore. Das Heunginjimun befindet sich im heutigen Zentrum Seouls und nicht im östlichen Teil, wie man des Namens wegen vermuten würde. Dies hängt mit der Ausweitung des Stadtgebiets zusammen. Anfangs gehörte es zum Verwaltungsbezirk von Dongdaemun-gu (Verwaltungsbezirk Dongdaemun). Nach mehreren Änderungen gehört es nun zum Verwaltungsbezirk von Jongno (Jongno-gu).

## Die Bedeutung des Namens
Die Bedeutung des offiziellen Namens stammt aus den Hauptelementen der konfuzianischen Lehre, nämlich Güte, Gerechtigkeit, Höflichkeit, Weisheit und Treue. Der Begriff Heung-in-ji-mun (inoffizieller Name: Dongdaemun) beinhaltet das Wort Güte, welches sich hinter der Silbe „In“ 인(仁) verbirgt. Die Silbe „Heung“ 흥(興) bedeutet Aufschwung, die Silbe „Mun“ 문(門) bedeutet Tor. Die offiziellen Namen aller ursprünglichen 4 Stadttore hatten 3 Silben. Beim Osttor, Dongdaemun wurde eine Ausnahme gemacht. Der Grund hierfür war die Lage, an der dieses entstand. Nach der Feng-Shui Lehre liegt das Osttor aufgrund der Tatsache, dass es vom Inwang-Berg umgeben ist, in einer energieschwachen Umgebung, da dieser Berg im Vergleich zu den anderen Bergen um und in Seoul niedriger ist.
Daher fügte man dem Namen eine Silbe hinzu, welches größere Kraft übermitteln sollte. Dazu wurde folgende Silbe verwendet: Die „Ji“ 지(之). Der Grund für diese Wahl liegt in der Form des chinesischen Schriftzeichens(之), welches einem Gebirge ähnlich ist und damit Kraft ausdrücken soll. Die Bedeutung dieses Zeichens hat jedoch keine besondere Verbindung zum Osttor, es bedeutet  einfach nur „gehen“.

## Geschichte
Das Heunginjimun entstand während der Joseon-Dynastie und wurde vom 1. König Taejo im Jahre 1396 errichtet.
Im Jahr 1453 wurde das Osttor restauriert und im Jahr 1869 nach vollständiger Zerstörung durch die Japanische Invasion Hideyoshi wieder aufgebaut.
Aufgrund von starken Regenfällen musste das alte Tor 1998 grundlegend saniert werden. Im August 2011 wurde das Dach des Tores durch Rekordniederschläge teilweise beschädigt, was zur Reparatur des abgebrochene Dachfirsts führte.

## Bauart/Architektur
Das Heunginjimun ist längsseits in 5 Abschnitten und seitlich in 2 Abschnitten unterteilt. Auf dem graniten Fundament, in welchem Eingang und Ausgang integriert sind, ist ein 2-stöckiges Gebäude aus Holz im traditionellen Hanok-Stil errichtet worden. Das Dach ist mit schwarzen Ziegeln gedeckt, das sich elegant nach oben wölbt, so dass es den Eindruck macht, als würde es gleich in den Himmel hinaufsteigen.
Kapitelle aus Holz, die sich normalerweise nur über den Säulen befinden, wurden auch zwischen den einzelnen Säulen angebracht. Jedoch kann man erkennen, dass diese im Vergleich zum Sungnyemun (Südtor) weniger detailreich, weniger präzise verarbeitet und die Farbkompositionen disharmonischer wirken. Diese Besonderheit ist besonders an Gebäuden, die Ende der Joseon-Dynastie erbaut wurden zu beobachten. Das Heunginjimun wurde nach der vollständigen Zerstörung erst gegen Ende der Joseon-Dynastie wiedererrichtet. In dieser Zeit erfuhren Kultur und Architektur im Vergleich zur Blütezeit dieser Dynastie einen deutlich zu erkennenden Rückschritt.
Das erste Stockwerk ist ohne Türen und Fenster. Im zweiten Stockwerk sind zwischen allen Säulen Türen und Fenster. Im Innenraum stützen im zweiten Stock durchgehende Säulen den Dachbalken, was für die traditionelle Bauweise sehr untypisch ist. Dies hängt vor allem damit zusammen, dass diesem Gebäude keine Wohnfunktion zukam. Der traditionelle Dielenboden ist nur im zweiten Stockwerk zu finden. Eine weitere Besonderheit ist, dass die Dachkonstruktion von innen nicht mit Lehm verkleidet wurde, sondern einfach so belassen wurde. Dies war auch nicht nötig, weil die Funktion dieses Gebäudes nur der Kontrolle diente.

## Dongdaemun Heute
Das Heunginjimun zählt heute zu den wichtigsten noch erhaltenen Nationalschätzen.
Die Umgebung um Heunginjimun ist heute insbesondere durch den Dongdaemun Markt bekannt. Hier findet man mehr als 1000 Geschäfte, die Kleidung, Stoffe und Accessoires anbieten aber auch viele kleine Restaurants.
Seit 1905 entwickelte sich der Dongdaemun Markt zu einem Textilmarktplatz der Superlative, welches seit 1961 mit der Errichtung eines großen Textilmarkts bis heute zu einem der wichtigsten Standorte der asiatischen Textilindustrie heranwuchs. Eine während des Wirtschaftsaufschwungs hastig über einen Fluss errichtete Schnellstraße wurde aufwendig abgebaut und der Fluss wieder hergestellt. Die Stadtverwaltung ist darum bemüht seitlich des wiederhergestellten Flusses (Cheonggyecheon) ein optisch attraktiveres und exklusiveres Geschäftsumfeld zu schaffen.